# 波斯特格拉本河 (阿爾特米爾河支流)
49°05′53″N 10°45′40″E / 49.09795°N 10.76099°E
波斯特格拉本河是德國的河流，位於該國東南部，由巴伐利亞負責管轄，屬於阿爾特米爾河的支流，發源自貢岑豪森，流經魏森堡-貢岑豪森縣。